# Jeremias Antônio de Jesus
Jeremias Antônio de Jesus (* 27. Mai 1966 in Atibaia) ist ein brasilianischer Geistlicher und emeritierter römisch-katholischer Bischof von Guanhães.

## Leben
Jeremias Antônio de Jesus empfing am 10. Dezember 1993 die Priesterweihe.
Papst Benedikt XVI. ernannte ihn am 30. Mai 2012 zum Bischof von Guanhães. Die Bischofsweihe spendete ihm der Bischof von Bragança Paulista, Sérgio Aparecido Colombo, am 4. August desselben Jahres; Mitkonsekratoren waren José María Pinheiro, Altbischof von Bragança Paulista, und Gilberto Pereira Lopes, Alterzbischof von Campinas. Als Wahlspruch wählte er Fiat Voluntas Tua. Die Amtseinführung im Bistum Guanhães fand am 19. August desselben Jahres statt.
Papst Franziskus nahm am 4. Juli 2018 seinen vorzeitigen Rücktritt an.